# Anii 440
Secole: Secolul al IV-lea - Secolul al V-lea - Secolul al VI-lea
Decenii: Anii 390 Anii 400 Anii 410 Anii 420 Anii 430 - Anii 440 - Anii 450 Anii 460 Anii 470 Anii 480 Anii 490
Ani: 440 | 441 | 442 | 443 | 444 | 445 | 446 | 447 | 448 | 449